# José Cruz Ovalle
José Enrique Cruz Ovalle (Santiago de Chile, 11 de mayo de 1948) es un arquitecto chileno, quien ganó el Premio Nacional de Arquitectura de Chile en 2012.

## Familia
Es hijo del arquitecto José Cruz Covarrubias y de Carmen Ovalle Barros. Es el segundo de cuatro hijos.
Es sobrino de los arquitectos Alberto Cruz Covarrubias, Fabio Cruz Prieto y del poeta pintor Eugenio Cruz Vargas.

## Estudios
Comenzó sus estudios en la Pontificia Universidad Católica de Valparaíso, aunque más tarde emigró a Barcelona (España), donde se tituló en la Universidad Politécnica.
En 1975 abrió su propio estudio en Barcelona. Regresó a Chile en 1987 y creó su estudio en Santiago. A partir de 2000 trabaja asociado con Ana Turell (su mujer), Hernán Cruz y Juan Purcell Mena.

## Obras representativas
- Pabellón de Chile en la Expo 1992, Sevilla (1991-1992), junto con Germán del Sol.
- Fábrica de manufactura de madera Centromaderas, Santiago, Chile (2000).
- Bodega Viña Pérez Cruz en Paine, Chile (2000-2001).
- Universidad Adolfo Ibáñez (2001-2002).
- Casa Ocho al Cubo, Puchuncaví, Chile (2002-2003).
- Hotel Explora de Torres del Paine, Chile.

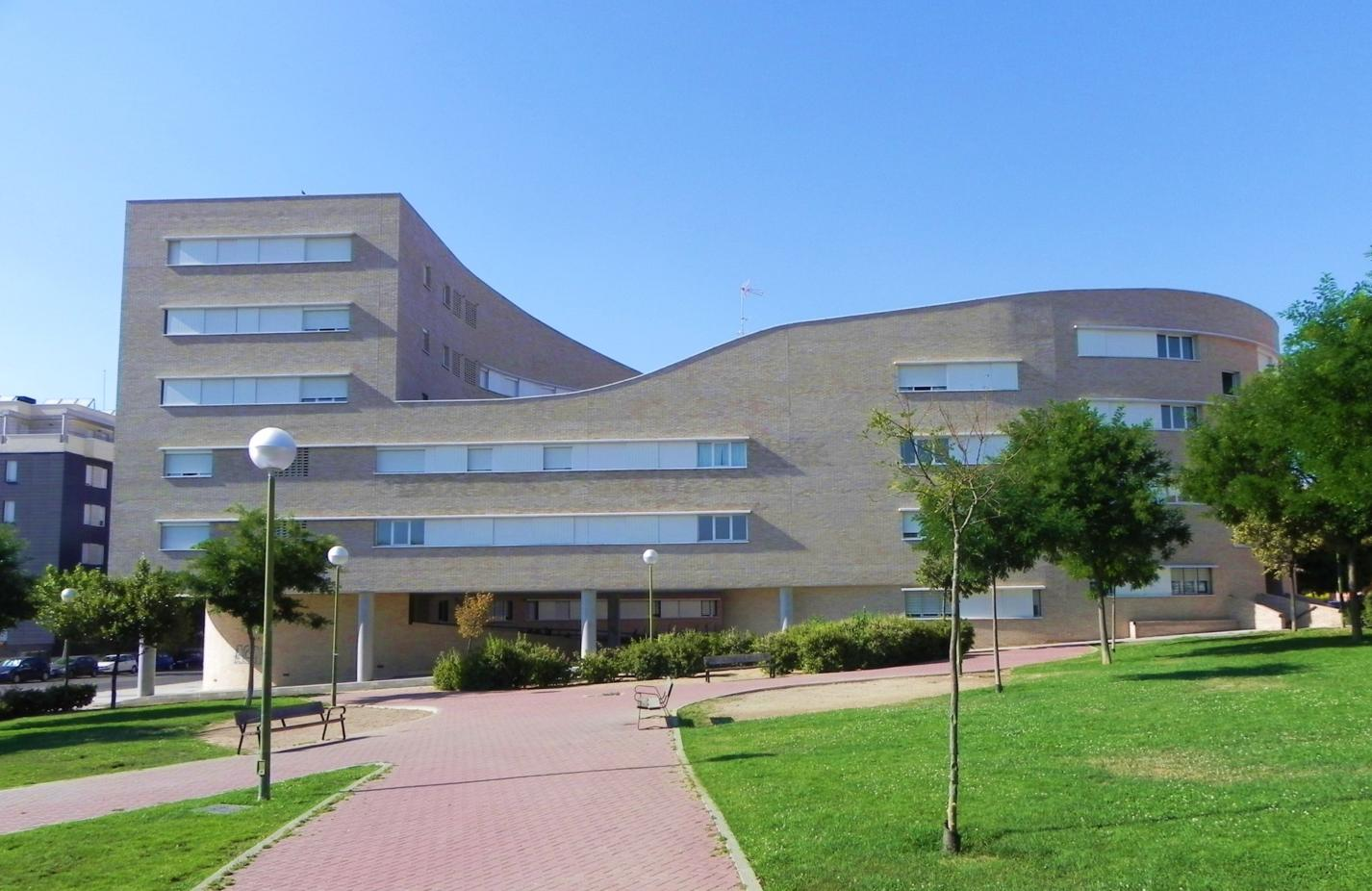
Edificio Carabanchel (Madrid)
José Cruz Ovalle

## Premios
- Premio de Honor de la IV Bienal Iberoamericana de Arquitectura por su obra "Universidad Adolfo Ibáñez" (2004).
- Spirit of Nature Wood Architecture Award (2008).
- Premio Nacional de Arquitectura Colegio de Arquitectos de Chile (2012)